# NGC 7267
NGC 7267 est une galaxie spirale barrée située dans la constellation du Poisson austral. Sa vitesse par rapport au fond diffus cosmologique est de 3 080 ± 23 km/s, ce qui correspond à une distance de Hubble de 45,4 ± 3,2 Mpc (∼148 millions d'al). NGC 7267 a été découverte par l'astronome britannique John Herschel en 1834.

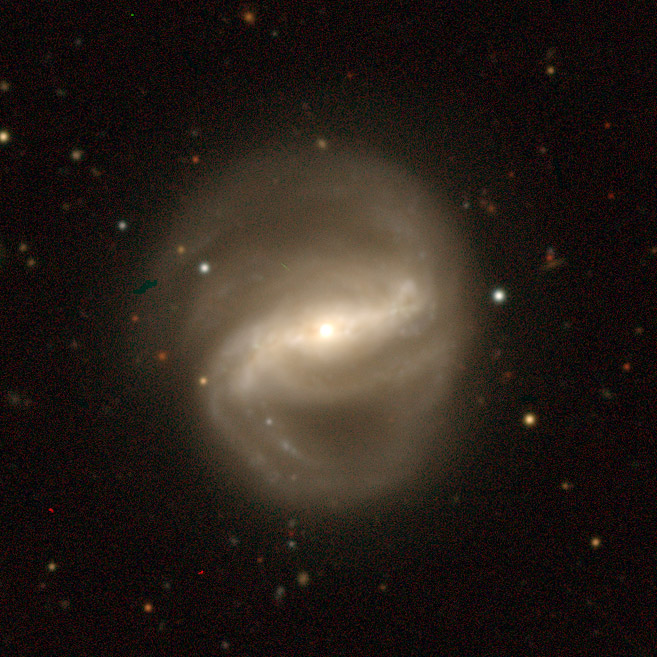
NGC 7267 par le projet « Legacy Surveys DR10 »

La classe de luminosité de NGC 7267 est I et elle présente une large raie HI. Elle renferme également des régions d'hydrogène ionisé. Selon la base de données Simbad, NGC 7267 est une galaxie active de type Seyfert 1.	
À ce jour, trois mesures non basées sur le décalage vers le rouge (redshift) donnent une distance de 19,400 ± 0,700 Mpc (∼63,3 millions d'al), ce qui est à très loin à l'extérieur des valeurs de la distance de Hubble.  Notons que c'est avec la valeur moyenne des mesures indépendantes, lorsqu'elles existent, que la base de données NASA/IPAC calcule le diamètre d'une galaxie et qu'en conséquence le diamètre de NGC 7267 pourrait être d'environ 29,1 kpc (∼94 900 al) si on utilisait la distance de Hubble pour le calculer.